# Alcalá Norte
Alcalá Norte es un grupo musical de rock alternativo español de seis miembros, fundado en 2019 por tres amigos del barrio de Ciudad Lineal de Madrid (Jaime Barbosa, Juan Pablo Juliá y Álvaro Rivas).
Tras la publicación de un EP en 2020 y varios sencillos en años posteriores, en abril de 2024 lanzaron su primer álbum de estudio, que obtuvo un éxito que les permitió entrar en poco más de un mes en las listas musicales del Top 100 de vinilos de Promusicae, en el Top 50 viral de Spotify, o a que fuera calificada como banda emergente y reclamada para los carteles de varios festivales musicales como el Primavera Sound y que anunciasen su primera gira con más de 40 actuaciones por toda España y autodenominada como la Gira Cañón.
En solo 2 meses recibieron atención de la industria musical y se sucedieron artículos y entrevistas en prensa que los calificaban como "la banda de la que todo el mundo habla", culminando con una serie de premios y reconocimientos a su primer álbum, como los premios MIN 2025 o el premio a mejor nuevo artista de la Academia de la Música.

## Reseña biográfica

### Fundación
La banda se funda en 2019 en Ciudad Lineal cuando el baterista Jaime Barbosa (ex de Guarrerías Preciados) y el guitarrista Juan Pablo Juliá (ex de Los Pablos) se juntan con Álvaro Rivas y le proponen que este sea la voz.
Sus primeros pasos fueron versiones de temas de Alaska y Dinarama, como Perlas ensangrentadas, o The Cure, donde encontraron un punto de unión en sus dispares gustos musicales, incorporando nuevos músicos para el bajo, una segunda guitarra eléctrica y teclados (que también fueron tocados en alguna ocasión por el cantante Álvaro Rivas).
El nombre de la banda querían que fuera el de su barrio de Ciudad Lineal, pero no pudo ser porque ya existía un grupo con ese nombre en Barcelona, así que adoptaron el topónimo de Alcalá Norte que también coincide con el del centro comercial del mismo nombre y que es donde quedaban los miembros del grupo y del que también cogieron la imagen de su monolito para utilizarla como logo del grupo. En el Primavera Sound de 2024 empezaron a usar sobre los escenarios de Barcelona una gran reproducción de ese mismo monolito.

### Inicios
Sus inicios fueron en el ambiente de la Cultura underground de la capital y con su primera maqueta de 4 canciones lanzada el 27 de octubre de 2020,después EP, quedaron finalistas en el concurso de maquetas de Autoplacer del año 2020, donde tenían un sonido muy oscuro con mucha presencia de sintetizadores y que fue definido como "necro-pop".Estas primeras canciones fueron Arteligencia Intificial, Codere, Escate hasta que me mate y Barbacoa en el cementerio.
Tras las dificultades y el parón durante la pandemia de COVID-19, en 2021 lanzaron el sencillo Dr. Khozeve inauguraron la fase de entrevistas radiofónicasy actuaciones en salas madrileñas como El Sótano, Clamores, El Sol o Wurlitzer Ballroom, donde empezaron a encasillarlos en el estilo Post-punk, con el que ellos tampoco se consideran identificados plenamente.En estas salas se caracterizaron por la teatralización de sus actuaciones, el lanzamiento de vino y alimentos al público o el uso de diversos accesorios relacionados con el tema de las canciones. El historial de antiguos miembros coincide con la normal rotación de músicos en una banda de nueva creación hasta que encuentran un grupo adecuado a la música que buscaban, motivo por el que la banda que se consolidó para comenzar su primera gira era la cuarta formación, al confirmarse el puesto de Laura en los teclados y asumir "Dr. Rock" uno de los puestos de guitarra eléctrica.
En 2023, ya trabajando con el estudio de grabación madrileño "La Cafetera", lanzaron cuatro sencillos, 420N y Supermándonde colaboraron con el artista "Suneo",y No llores Dr. G.y Los Chavales. En esos sencillos ya manifiestan una evolución hacia el Britpop y un cambio en la instrumentalización o en la forma de cantar de Álvaro Rivas.En marzo de 2024 presentaron el sencillo de su "hit" La vida cañón que sumó en poco tiempo cientos de miles de reproducciones en Spotify y recibió importantes elogios de artistas consagrados, como Mikel Erentxun o Rosalía.

### Alcalá Norte (álbum)
Su primer LP fue lanzado el 17 de abril de 2024 por la discográfica vasca Balaunka, que también trabaja con Huntza, Tremenda Jauría o Esne Beltza. El disco fue muy bien acogido por crítica y prensa especializada hasta el punto de que su vinilo entró en las listas musicales incluso antes de que actuasen en su primer festival en el  Primavera Sound,y que realmente sería el segundo, por su inesperada entrada como suplentes de "Dry Cleaning" en el festival "Tomavistas" de 2024 celebrado en la Caja Mágica de Madrid.
Los medios parecen coincidir en que su repentino éxito se debe a lo "inclasificable" de su estilo, que es una mezcla de muchos, a las reminiscincecias a la Movida madrileña, a una frenética actividad del administrador Pablo "admin" en Twitter, unas letras muy elaboradas, pero sin nexo claro entre ellas, y donde se mezclarán temas religioso-místicos, costumbristas, bélicos, filosóficos, futbolísticos, amarillistas o de sucesos, reivindicaciones de barrio, etc., con la única finalidad de componer unos estribillos pegadizos al servicio de una música de calidad y con un fino hilo conductor del sonido Mánchester.

### Colaboraciones
En 2023 colaboraron con René de Dharmacide en el tema Los Chavales en la sala Clamores y que será el guitarrista sustituto de Juampi en muchas actuaciones posteriores.
También colaboraron en la presentación del grupo "La Paloma" en la sala El Sol de Madrid y versionando su canción Cosquilleo en el tema de su primer LP El rey de los judíos (Un cosquilleo).
El 26 de mayo de 2024 Alcalá Norte colaboró con Carolina Durante en su ciclo de actuaciones musicales "Elige tu propia aventura" en la sala Wurlitzer Ballroom.
En abril de 2025 Casa Maracas lanza en digital el álbum Super H para homenajear los treinta años del Super 8 de Los Planetas en el que Alcalá Norte ha colaborado con 10k una versión libre de la canción 10.000 del Super 8 del año 1994.

## Discografía
- 10k (2025) - Sencillo
- Alcalá Norte (2024) - LP
- Los Chavales (2024) - Sencillo
- La vida cañón (2024) - Sencillo
- Supermán (2024) - Sencillo
- No llores Dr. G. (2023) - Sencillo
- 420N (2023) - Sencillo
- Dr. Khozev (2021) - Sencillo
- Demos (2020) -EP

## Videoclips
| Año  | Canción         | Director/Realizador | Ref    |
| ---- | --------------- | ------------------- | ------ |
| 2024 | "Supermán"      | Iago Mauad          | [ 16 ] |
| 2024 | "La Vida Cañón" | Grady Dummond       | [ 42 ] |

## Premios y nominaciones
| Año  | Premio                               | Categoría                | Nominación                                        | Resultado |
| ---- | ------------------------------------ | ------------------------ | ------------------------------------------------- | --------- |
| 2020 | Concurso de maquetas Autoplacer 2020 | Concurso de maquetas     | Alcalá Norte                                      | Finalista |
| 2025 | Premios de la Música Independiente   | Canción del año          | «La vida cañón»                                   | Ganador   |
| 2025 | Premios de la Música Independiente   | Mejor artista emergente  | Alcalá Norte                                      | Ganador   |
| 2025 | Premios de la Música Independiente   | Mejor videoclip          | «La vida cañón», director Grady Dummond           | Nominado  |
| 2025 | Premios de la Música Independiente   | Mejor directo            | La gira cañón                                     | Nominado  |
| 2025 | Premios de la Música Independiente   | Mejor álbum de rock      | «Alcalá Norte»                                    | Ganador   |
| 2025 | Premios de la Música Independiente   | Mejor producción musical | Alcalá Norte: Carlos Elías y Pablo Fergus         | Nominado  |
| 2025 | Premios de la Música Independiente   | Mejor diseño gráfico     | «Alcalá Norte», Quirze Pérez y Diego Andrés López | Nominado  |
| 2025 | Premios de la Música Independiente   | Mejor álbum del año      | «Alcalá Norte»                                    | Ganador   |
| 2025 | Premios de la Academia de Música     | Álbum del año            | «Alcalá Norte»                                    | Nominado  |
| 2025 | Premios de la Academia de Música     | Canción del año          | «La vida cañón»                                   | Nominado  |
| 2025 | Premios de la Academia de Música     | Mejor nuevo artista      | Alcalá Norte                                      | Ganador   |